# Dolné Trhovište
Dolné Trhovište, do roku 1948 Dolné Vašardice (maďarsky Alsóvásárd), je obec v okrese Hlohovec v Trnavském kraji na západním Slovensku. V obci stojí římskokatolický románský kostel sv. Jiří z 13. století.

## Historie
V historických záznamech je obec poprvé zmiňována v roce 1156. Začátkem 20. století (po roce 1902) byla k obci přičleněna obec Jelenová.

## Geografie
Obec leží v nadmořské výšce 180 m na ploše 10,057 km2. Má asi 637 obyvatel.